# Svätuše
Svätuše (in ungherese Bodrogszentes) è un comune della Slovacchia facente parte del distretto di Trebišov, nella regione di Košice.